# Dendromus lovati
Dendromus lovati је врста глодара (Rodentia) из породице Nesomyidae.

## Распрострањење
Ареал врсте је ограничен на једну државу. Етиопија је једино познато природно станиште врсте.

## Станиште
Станиште врсте је травна вегетација.

## Угроженост
Ова врста је наведена као последња брига, јер има широко распрострањење и честа је врста.